# Airbus A340
Airbus A340 este un avion de pasageri lung-curier, cu fuzelaj larg, care a fost dezvoltat și produs de către compania Airbus. La mijlocul anilor 1970, Airbus a conceput mai multe derivate ale A300, primul său avion de linie, și a dezvoltat cvadrimotorul A340 în paralel cu avionul bimotor A330. În iunie 1987, Airbus a lansat ambele modele după ce a primit primelor lor comenzi. În cele din urmă, varianta A340-300 a efectuat primul zbor pe 25 octombrie 1991. A fost certificată împreună cu A340-200 la 22 decembrie 1992, iar ambele versiuni au intrat în serviciu în martie 1993 cu operatorii de lansare Lufthansa și Air France. Varianta A340-500/600 mai mare a fost lansată pe 8 decembrie 1997. A340-600 a zburat pentru prima dată pe 23 aprilie 2001 și a intrat în serviciu la 1 august 2002.
Păstrând secțiunea transversală economică de opt rânduri de scaune de pe A300, primul A340-200/300 are o structură similară cu A330. Diferențele includ patru motoare CFM56 de 151 kN în loc de două turboventilatoare de mare putere pentru a ocoli restricțiile ETOPS de pe rutele transoceanice și un tren principal de aterizare cu trei picioare în loc de două pentru un MTOW (greutate maximă la decolare) mai mare de 276 t. Ambele avioane au comenzi fly-by-wire, care au fost introduse pentru prima dată pe A320, precum și o carlingă similară de sticlă. Următoarea versiune, A340-500/600, are o aripă mai mare și este propulsată de motoare Rolls-Royce Trent 500 de 275 kN pentru un MTOW de 380 t.
Versiunea cea mai scurtă, A340-200, măsoară 59,4 m lungime și are o autonomie de 12.400 km cu 210-250 de locuri în trei clase. Varianta cea mai comună, A340-300, are 63,7 m pentru a găzdui 250-290 de pasageri și poate acoperi 13.500 km. A340-500 are 67,9 m lungime pentru a așeza 270-310 pasageri la o autonomie de 16.670 km, fiind cel mai lung avion de linie din lume la lansare. Varianta cea mai lungă, A340-600, a fost întinsă la 75,4 m, fiind cel mai lung avion de linie la lansare, pentru a găzdui 320-370 de pasageri pe o autonomie de 14.450 km.
Deoarece îmbunătățirea fiabilității motorului a permis operațiunile ETOPS pentru aproape toate rutele, avioanele bimotor mai economice au înlocuit cvadrimotoarele pe multe rute. La 10 noiembrie 2011, Airbus a anunțat că producția a ajuns la final, după ce au fost plasate 380 de comenzi și au fost livrate 377 de la fabrica din Toulouse, Franța. A350 este succesorul său; McDonnell Douglas MD-11 și Boeing 777 au fost principalii săi concurenți. Până la sfârșitul anului 2021, flota globală de A340 a finalizat peste 2,5 milioane de zboruri în 20 de milioane de ore și a transportat peste 600 de milioane de pasageri fără niciun accident fatal înregistrat. În martie 2023, existau 203 de aeronave A340 în serviciu cu 45 de operatori din întreaga lume. Lufthansa este cel mai mare operator de A340 cu 27 de aeronave în flota sa.

## Dotări

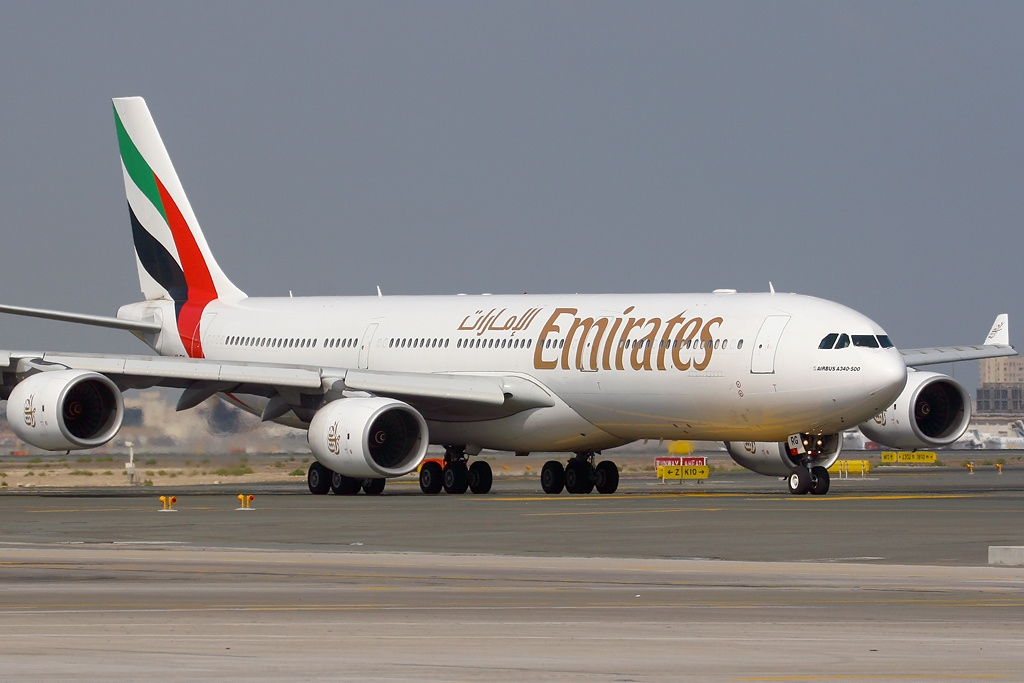

Airbusul A340 beneficiază de sisteme avansate de control și comandă digitale (fly-by-wire), controlul avionului făcându-se prin intermediul unui joystick în locul manșei tradiționale. Instrumentele de zbor sunt și ele digitale, folosindu-se ecrane CRT (pe modelele mai vechi) și LCD (pe modelele mai noi) în locul instrumentelor tradiționale, pentru simplificarea și organizarea informației disponibile pilotului. Airbus asigură un sistem similar de comandă și control în cabinele tuturor modelelor Airbus curente, făcând trecerea între modelele sale ușoară pentru piloți și mai puțin costisitoare pentru liniile aeriene.
Avionul este propulsat de patru motoare CFMI CFM56, sau Trent are o viteză maximă de Mach 0.86 (507 noduri și 940 km/h), și o viteză tipică de croazieră de Mach 0.82-0.83 (484-490 noduri, 896–907 km/h), în funcție de model. Altitudinea maximă este de 38,999 picioare (11,887 m).

## Modele
Este disponibil în patru modele, în funcție de numărul de pasageri și distanța maximă. Există două modele originale (A340-200 și A340-300) și două modele introduse în 1997 (A340-500 și A340-600)
- A340-200 are o capacitate de 261 pasageri în trei clase și poate parcurge 7450 mile nautice. Având la vremea respectivă o autonomie impresionantă, a fost gândit pentru a asigura rutele foarte lungi și cu un număr redus de pasageri, mai ales peste oceane. Datorită capacității reduse, celor 4 motoare, și consumului ridicat de combustibil s-a dovedit nepopular cu liniile aeriene, mai ales după introducerea Boeing 777, care are performanțe similare, folosind doar două motoare. Operatorul principal este South African Airlines cu 6 bucăți. Cu toate acestea, modelul este foarte popular ca avion VIP, existând un model special construit la comandă pentru sultanul Bruneiului. Qatar, Egipt, Franța, Iordania folosesc acest model pentru zboruri VIP.

- A340-300 este cel mai popular din modelele A340. Inițial oferind 295 de locuri și o autonomie de 6700 mile nautice, a fost îmbunătățit, oferind astăzi o autonomie de 7200 mile nautice. Din acest model, au fost comandate 219 bucăți, din care 211 au fost deja livrate. Lufthansa, liniile aeriene naționale ale Germaniei sunt operatorul principal, cu 30 de bucăți. Competitorul principal este bimotorul Boeing 777-200ER

- A340-500 a fost introdus în 1997 ca avionul comercial cu cea mai mare autonomie din lume. Prima livrare a avut loc în 2002, către linia aeriană Emirates. Recordul de autonomie a fost pierdut odată cu introducerea Boeing 777-200LR în 2006. Față de A340-300, fuselajul este lungit, capacitatea rezervoarelor este crescută cu 50%, motoarele sunt schimbate, și sunt oferite câteva dotări suplimentare (precum camere pentru parcare). Avionul poate transporta 313 pasageri o distanță de 16.000 km. Singapore Airlines folosește un A340-500 pentru cea mai lungă cursă regulată din lume (Singapore - New York Newark), o cursă de 18 ore, cu 181 de pasageri, într-o configurație specială.

- A340-600 a fost introdus ca înlocuitor al Boeing 747, dar s-a dovedit nepopular, din cauza concurenței Boeing, care oferă un model similar ca performanțe, propulsat însă de doar două motoare, asigurând economii la combustibil și întreținere. Este cel mai lung avion comercial din lume, cu 10 metri mai lung ca modelul A340-300, și cu 4 metri mai lung ca un 747-400. Are o capacitate de 380 de pasageri în 3 clase, și 419 în două clase. Operatorul principal al acestui tip este Virgin Atlantic. Echivalentul Boeing este Boeing 777-300ER.

## Incidente și accidente
Nimeni nu și-a pierdut viața ca urmare a accidentelor în avioane A340. Cu toate acestea, trei avioane au fost distruse până acum - un A340-211 al Air France, ca urmare a unui incendiu pe sol, un A340-300 al liniilor SriLankan, ca urmare a unui atentat terorist la Aeroportul Bandaranaike și un A340-313 al Air France, care s-a prăbușit și a luat foc la aterizare pe Aeroportul Internațional Toronto-Pearson din cauza vremii nefavorabile (toți pasagerii și membrii echipajului au evacuat avionul, și nu au existat victime).

## Date Tehnice
|                                                  | A340-200                                                                   | A340-300                                                                                            | A340-500                                  | A340-600                                  |
| ------------------------------------------------ | -------------------------------------------------------------------------- | --------------------------------------------------------------------------------------------------- | ----------------------------------------- | ----------------------------------------- |
| Lungimea aripilor                                | 60.30 m 197 ft 1 in                                                        | 60.31 m 197 ft 10 in                                                                                | 63.45 m 208 ft 2 in                       | 63.45 m 208 ft 2 in                       |
| Unghiul aripilor                                 | 30°                                                                        | 30°                                                                                                 | 31.1°                                     | 31.1°                                     |
| Lungime                                          | 59.39 m 194 ft 10 in                                                       | 63.60 m 208 ft 10 in                                                                                | 67.90 m 222 ft 8 in                       | 75.30 m 246 ft 11 in                      |
| Înălțime                                         | 16.70 m 54 ft 9 in                                                         | 16.85 m 55 ft 3 in                                                                                  | 17.10 m 56 ft 1 in                        | 17.30 m 56 ft 9 in                        |
| Lățimea cabinei                                  | 5.28 m                                                                     | 5.28 m                                                                                              | 5.28 m                                    | 5.28 m                                    |
| Distanța între roțile trenului de aterizare      | 23.24 m 76 ft 3 in                                                         | 25.60 m 84 ft 0 in                                                                                  | 27.59 m 90 ft 6 in                        | 32.89 m 107 ft 11 in                      |
| Viteză de croazieră                              | Mach 0.82 (484 noduri, 896 km/h, 557 mph)                                  | Mach 0.82 (484 noduri, 896 km/h, 557 mph)                                                           | Mach 0.83 (490 noduri, 907 km/h, 564 mph) | Mach 0.83 (490 noduri, 907 km/h, 564 mph) |
| Viteză maximă de croazieră                       | Mach 0.86 (507 noduri, 940 km/h, 584 mph)                                  | Mach 0.86 (507 noduri, 940 km/h, 584 mph)                                                           | Mach 0.86 (507 noduri, 940 km/h, 584 mph) | Mach 0.86 (507 noduri, 940 km/h, 584 mph) |
| Autonomie (operațională maximă)                  | 14,800 km 8,000 nm                                                         | 13,700 km 7,400 nm                                                                                  | 16,700 km 9,000 nm                        | 14,600 km 7,900 nm                        |
| Masă                                             | 129,000 kg 284,396 lb                                                      | 129,275 kg 295,503 lb                                                                               | 170,400 kg 375,668 lb                     | 177,000 kg 390,218 lb                     |
| Altitudine maximă de serviciu                    | 11,887 m 38,999 ft                                                         | 11,887 m 38,999 ft                                                                                  | 11,887 m 38,999 ft                        | 11,887 m 38,999 ft                        |
| Capacitate combustibil                           | 155,040 L 40,957 Gal                                                       | 140,640 L 37,153 Gal                                                                                | 222,000 L 58,646 Gal                      | 204,500 L 54,023 Gal                      |
| Motoare                                          | 4x CFM56-5C2 (138.78 kN) 4x CFM56-5C3 (144.57 kN) 4x CFM56-5C4 (151.25 kN) | 4x CFM56-5C2 (138.78 kN) 4x CFM56-5C3 (144.57 kN) 4x CFM56-5C4 (151.25 kN) 4x CFM56-5C4P (149.9 kN) | 4x Trent 553 (236 kN)                     | 4x Trent 556 (249 kN)                     |
| Pasageri (3 clase)                               | 239                                                                        | 295                                                                                                 | 313                                       | 380                                       |
| Piloți                                           | 2                                                                          | 2                                                                                                   | 2                                         | 2                                         |
| Distanță de decolare (la masa maximă autorizată) | 2,990 m                                                                    | 3,000 m                                                                                             | 3,050 m                                   | 3,100 m                                   |
| Capacitate cargo maximă                          | 18 LD3s/6 paleți                                                           | 32 LD3s/11 paleți                                                                                   | 30 LD3s/10 paleți                         | 42 LD3s/14 paleți                         |

## Alte legături
- Pagina oficială Airbus Arhivat în 24 octombrie 2008, la Wayback Machine.
- Detalii tehnice și imagini ale modelului Airbus
- Aircraft-Info.net - Airbus A340-200
- Lista avioanelor Airbus